# Jbel Toubkal
O Jbel (ou Jebel ou Djebel) Toubkal é um pico no sudoeste de Marrocos, sendo o mais alto deste país, com a altitude de 4 167 m.
É o pico mais alto da Cordilheira do Atlas e do norte da África.
Situa-se a 63 km ao sul da cidade de Marrakech, no Parque Nacional de Toubkal.
A ascensão durante o verão (a partir de maio) é fácil e não exige grande domínio das técnicas de montanhismo, sendo apenas complicada pelo declive, vertentes escorregadias e enjoo da altitude. Vestes à prova de vento são obrigatórias, bem como machados quebra-gelo.
É possível subir a montanha em apenas dois dias, o primeiro até ao refúgio (cerca de sete horas sem mulas); o segundo até ao cume (cerca de cinco horas) com regresso à vila de Imlil (cinco horas).
No verão as montanhas do Atlas são secas, mas podem ocorrer tempestades. A temperatura mínima deve ser superior aos 0 °C , e a água transportada pode congelar acima dos 3500m. No inverno estão cobertas de gelo e neve e podem ocorrer avalanches. É possível esquiar no inverno nas suas encostas.